# Арджеван-Сарвани
Арджеван-Сарвани (груз. არჯევან-სარვანი, азерб. Ərcivan-Sarvan) — село Цалкского муниципалитета, края Квемо-Картли республики Грузия с 99%-ным азербайджанским населением. Входит в общину Арджеван-Сарвани. Является крупнейшим по численности населения азербайджанским селом данного муниципалитета.

## История
Село Арджеван-Сарвани основано в 1721 — 1728 годах, переселенцами из сел Арджеван (Астаринский район) и Сарван (Сальянский район). Является центром азербайджанского анклава, общины Арджеван-Сарвани, в которую входят 4 села. Прежнее название села - Лурджис Сагради.

## География
Граничит с селами Барети (быв. Башкой), Сабечиси (быв. Каракоми), Чолмани, Ливади, Минсазкенди, Гедеклари и Теджиси Цалкского Муниципалитета.

## Население
По данным Государственного статистического комитета Грузии, согласно официальной переписи 2002 года, численность населения села Арджеван-Сарвани составляет 794 человека и на 99 % состоит из азербайджанцев.

## Экономика
Население в основном занимается овцеводством, скотоводством и овощеводством. В селе функционирует маркет.

## Достопримечательности
- Мечеть имени Имама Гусейна[9][10]
- Православная церковь[11]
- Средняя школа[12]
- Амбулаторная станция[13]

## Интересные факты
22 июля 2013 года, в связи со священным мусульманским праздником Рамазан, для жителей села Арджеван-Сарвани был дан Ифтар, который был организован при помощи посольства Азербайджанской Республики в Грузии и грузинским представительством Азербайджанской государственной нефтяной компании - ГНКАР.